# Тэлбойс, Уильям
Уильям Тэлбойс (англ. William Tailboys; примерно 1415 или 1416, Кайм, Линкольншир, Королевство Англия — 26 мая 1464, Ньюкасл-апон-Тайн, Нортумберленд, Королевство Англия) — английский рыцарь, de-jure 7-й барон Кайм. Участвовал в Войнах Алой и Белой розы на стороне Ланкастеров, был казнён после одного из поражений. Правнук Уильяма Гилберт Тэлбойс стал 1-м бароном Тэлбойс из Кайма.

## Биография
Уильям Тэлбойс был старшим сыном сэра Уолтера Тэлбойса, владевшего землями в Линкольншире и Нортумберленде и считавшегося de-jure 6-м бароном Кайм. Он рано унаследовал семейные владения и права на титул и начал заниматься делами графств, в которых находились его поместья: с 1441 года заседал в судебных комиссиях, в 1445 году был членом парламента как рыцарь от Линкольншира. При этом Уильям обладал репутацией человека неуправляемого, постоянного нарушителя общественного спокойствия. Он регулярно ссорился с соседями, в 1448 году провёл некоторое время в тюрьме Маршалси, а в 1449 году его слуги напали на барона Кромвеля прямо в Звёздной палате. За последний инцидент Тэлбойса оштрафовали на три тысячи фунтов.
В Войнах Алой и Белой розы, начавшихся в 1455 году, Тэлбойс встал на сторону Ланкастеров. Он сражался во второй битве при Сент-Олбансе в феврале 1461 года и на поле боя был посвящён в рыцари. В битве при Таутоне в марте того же года, где Ланкастеры были наголову разгромлены, сэр Уильям уцелел и смог спастись бегством. Йоркистский парламент объявил его мятежником и конфисковал его владения. Тэлбойс уехал с королевой Маргаритой Анжуйской в Шотландию, в следующем году вернулся в Северную Англию и попытался удержать замок Алнвик, но был вынужден сдать его йоркисту сэру Ральфу де Грею.
В 1464 году сэр Уильям сражался при Хексеме, где Ланкастеры снова были разбиты. Он бежал с поля боя, но на следующий день его нашли прячущимся в угольной яме. При себе у Тэлбойса были три тысячи марок, предназначенные для выплаты солдатам ланкастерской армии. Сэра Уильяма отвезли в Ньюкасл и в тот же день обезглавили, а его тело похоронили в местной церкви Грейфрайерс. В связи с казнью Тэлбойс упоминается в источниках как «граф Каймский»; возможно, этот титул ему пожаловал накануне хексемской кампании король Генрих VI.
Уильям Тэлбойс был женат на Элизабет Бонвилл, дочери Уильяма Бонвилла, 1-го барона Бонвилла, и Маргарет де Грей, внучке Реджинальда де Грея, 3-го барона Грея из Ратина. В этом браке родился сын Роберт (примерно 1451—1495). После прихода к власти Тюдоров Тэлбойсы получили назад свои владения, а правнук Уильяма Гилберт в 1529 году был вызван в парламент как 1-й барон Тэлбойс из Кайма.